# Max Ringeisen
Maximilian Ringeisen (* 1863 in Kaiserslautern; † 2. Februar 1945 in Winterthur) war ein deutsch-schweizerischer Komponist, Dirigent und Musikverleger.

## Leben und Werk
Der aus der Pfalz stammende Komponist liess sich am 19. Oktober 1863 aus unbekannten Gründen im schweizerischen Wädenswil am Zürichsee nieder. 1898 wurde er Dirigent des neu gegründeten Orchestervereins Wädenswil. Er komponierte in den folgenden Jahren über 60 Werke in der Tradition der Spätromantik, vorwiegend Marsch- und Tanzmusik. 1907 trat er als Dirigent zurück und war in den Folgejahren als Musikverleger tätig. Das letzte Lebensjahr vor seinem Tod mit 81 Jahren verbrachte er in der Heil- und Pflegeanstalt Winterthur-Wülflingen.

## Werke (Auswahl)
- Schweizerisches Landesmuseum, 1899 (Marsch)
- Margarethen-Marsch, 1900 (Marsch)
- Hoch die Schweiz, 1900 (Marsch)
- Die Wacht am Gotthard, 1901 (Marsch)
- Die Heimkehr der Schützen, 1903 (Marsch)
- Die Grethl vom See, 1904 (Walzer)
- Uetliberg hell, 1907 (Marsch)
- Am Vierwaldstättersee, 1907 (Walzer)
- Defiliermarsch (Marsch)
- General-Hauser-Marsch (Marsch)